# Arlington County
Arlington County is een van de 95 county's van de Amerikaanse staat Virginia. Oorspronkelijk was het een deel van Washington D.C.
De county heeft een landoppervlakte van 67 km² en telt 189.453 inwoners (volkstelling 2000). De hoofdplaats is Arlington en de grenzen van de county vallen samen met de grenzen van de plaats.
Arlington is bekend door de nationale militaire begraafplaats Arlington National Cemetery, waar onder anderen John F. Kennedy is begraven. Ook het Pentagon, het hoofdkwartier van het Amerikaanse ministerie van Defensie, is in Arlington.
Arlington is sinds 1974 de zetel van een rooms-katholiek bisdom.

## Plaatsen in de nabije omgeving
De onderstaande figuur toont nabijgelegen plaatsen in een straal van 8 km rond Arlington.

## Geboren in Arlington County
- Mary Landrieu (1955), politica
- David Brown (1956-2003), astronaut
- Mark Linkous (1962-2010), muzikant
- Scott Sowers (1963-2018), acteur
- Sandra Bullock (1964), actrice
- Adam Curry (1964), presentator en ondernemer
- Dave Bautista (1969), worstelaar
- Will Yun Lee (1971), acteur
- Tom Dolan (1974), zwemmer
- Nataly Arias (1986), Colombiaans voetbalster
- Natalie Wynn (1988), youtuber